# Koronamedúzák
A koronamedúzák (Coronatae) a kehelyállatok (Scyphozoa) osztályába tartozó rend.

## Rendszerezés
A rendbe az alábbi családok tartoznak:
- Atollidae
- Atorellidae
- Collaspididae
- Linuchidae
- Nausithoidae
- Paraphyllinidae
- Periphyllidae